# Revue Alsacienne Illustrée
Revue alsacienne illustrée fou una revista fundada el 1899 per Charles Spindler i Anselme Laugel que tenia com a objectiu fer conèixer la cultura i les tradicions alsacianes i divulgar les seves arrels franceses.
Pierre Bucher en fou director des del 1901. Des del 1912 gràcies a la col·laboració de Ferdinand Dollinger, va treure els Cahiers alsaciens, crònica de la vida moral i econòmica d'Alsàcia amb vocació política i que volien oposar-se al pangermanisme.